# Marchantia paleacea
Marchantia paleacea là một loài Rêu trong họ Marchantiaceae. Loài này được Bertol. mô tả khoa học đầu tiên năm 1817.